# Guy Kibbee
Guy Bridges Kibbee (El Paso, Texas, 6 de marzo de 1882 - Nueva York, 24 de mayo de 1956) fue un actor estadounidense. Empezó de muy chico a actuar en botes que transitaban el río Misisipi y participó en el teatro por muchas temporadas. En la década de los años 1930 fue contratado por la Warner Bros. e intervino en  musicales y filmes de gángsters. Usualmente sus personajes eran joviales y torpes. Además formó parte de un grupo de intérpretes experimentados denominado The Warner Brothers Stock Company. 
Murió debido a complicaciones derivadas de la enfermedad de Parkinson.  Parte de su filmografía comprende: Stolen Heaven (1931), Gente viva (1931), La calle 42 (1933), Dama por un día (1933), Vampiresas 1933 (1933), El capitán Blood (1935), El pequeño lord (1936), Jim Hanvey, Detective (1937), Caballero sin espada (1939), Design for Scandal (1941), Cowboy Blues (1946), Over the Santa Fe Trail (1947) y 3 Godfathers (1948).